# Музей археологии и этнографии Академии наук Молдовы
Музей археологии и этнографии Академии Наук Молдовы (рум. Muzeul de Arheologie şi Etnografie) был основан в 1977 году на базе археологической экспозиции, организованной в 1958 году в здании Академии Наук Молдавской ССР. Открыт для публики с 1986 года. В настоящее время находится в Кишинёве в здании конца XIX века, построенном по проекту архитектора А. Бернардацци.
Коллекция музея насчитывает 10 тысяч экспонатов из основного фонда и 800 тысяч экспонатов дополнительного фонда. Постоянная экспозиция расположена в 10 залах общей площадью 350 м². В археологической экспозиции выставлено около 3 000 экспонатов, а в этнографической — около 2 000.
Археологические экспонаты охватывают период от палеолита до Средних веков.
- Экспонаты эпохи палеолита: изделия из кремня и кости (резаки, ручные топоры, лезвия, иглы), найденных в гротах возле сёл Чутулешты (Флорештский район), Брынзены, Корпач, Буздужаны (Единецкий район), Дуруиторы (Рышканский район), Косауцы (Сорокский район).
- Экспонаты эпохи мезолита: лезвия из кремня, найденные возле сёл Варварьевка (Флорештский район) и Брынзены (Единецкий район).
- Экспонаты эпохи неолита: изделия буго-днестровской культуры, керамика, фрагменты лопат, глиняные вазы.
- Экспонаты эпохи энеолита: изделия трипольской и гумельницкой культур.
- Экспонаты бронзового века: снасти, орудия из камня, кости, бронзы, глиняные вазы.
- Экспонаты железного века: надгробные камни, керамические и другие изделия, найденные в некрополях возле города Шолданешты и села Пыржолтены, изделия, принадлежавшие гето-дакам, найденные в крепостях и стоянках возле сёл Бутучены (Оргеевский район), Калфа (Новоаненский район), Ханска (Яловенский район).

Экспонаты этнографической коллекции посвящены материальной и духовной культуре молдавского народа. Здесь выставлены сельскохозяйственные орудия, ковры, полотенца, традиционные предметы одежды.
В музее также находятся несколько залов с панорамными композициями.